# 1931 na política

## Eventos
- 14 de Fevereiro - Imposto em Portugal, o condicionamento industrial, que determina a necessidade de autorização ministerial para a abertura de novas fábricas e montagem ou substituição de máquinas.
- 24 de Agosto - França e a União Soviética assinam um tratado de neutralidade.
- 26 de Agosto - Tentativa falhada de golpe de Estado conhecida por Revolta de 26 de Agosto de 1931 em Portugal.
- 19 de Setembro - O Império do Japão invade a Manchúria após o Incidente de Mukden.
- Juan Bautista Aznar-Cabañas substitui Dámaso Berenguer y Fusté como presidente do governo de Espanha.
- Niceto Alcalá-Zamora y Torres substitui Juan Bautista Aznar-Cabañas como presidente do governo de Espanha e o Rei Afonso XIII como Chefe de Estado.
- Manuel Azaña Díaz substitui Niceto Alcalá-Zamora y Torres como presidente do governo de Espanha e também como Chefe de Estado.
- Niceto Alcalá Zamora y Torres substitui Manuel Azaña Díaz como Chefe de Estado de Espanha.

## Nascimentos
| Data            | Nome                           | Profissão | Nacionalidade                                   | Observações | Ref |
| --------------- | ------------------------------ | --- | ----------------------------------------------- | ----------- | --- |
| 18 de janeiro   | Chun Doo-hwan                  | presidente da Coreia do Sul de 1980 a 1988                                                                                                   | Coreia do Sul                                   |             |     |
| 1 de fevereiro  | Iajuddin Ahmed                 | presidente do Bangladesh de 2002 a 2009 | Império Indiano ou Índia britânica (Bangladesh) |             |     |
| 4 de fevereiro  | María Estela Martínez de Perón | presidente da Argentina de 1974 a 1976 | Argentina                                       |             |     |
| 14 de fevereiro | Adebayo Adefarati              | político nigeriano, candidato às eleições presidenciais de 21 de Abril de 2007                                                               | Reino Unido (Nigéria)                           | m. 2007     |     |
| 2 de março      | Mikhail Gorbachev              | político, presidente da União Soviética | União Soviética                                 |             |     |
| 20 de maio      | George Vasiliou                | presidente de Chipre de 1988 a 1993 | Reino Unido (Chipre)                            |             |     |
| 3 de Junho      | Raúl Castro                    | Vice-presidente do Conselho de Estado da República de Cuba de 1976 a 2008 e Presidente do Conselho de Estado da República de Cuba desde 2008 | Cuba                                            |             |     |
| 17 de junho     | Juan Pereda Asbún              | presidente da Bolívia em 1978 | Bolívia                                         |             |     |
| 18 de junho     | Fernando Henrique Cardoso      | político presidente do Brasil | Brasil                                          |             |     |
| 27 de agosto    | David Padilla Arancibia        | presidente da Bolívia de 1978 a 1979 | Bolívia                                         |             |     |
| 3 de setembro   | Paulo Maluf                    | político | Brasil                                          |             |     |
| 17 de outubro   | José Alencar                   | político e empresário | Brasil                                          |             |     |

## Mortes
| Data           | Nome                         | Profissão                                                       | Nacionalidade | Observações | Ref |
| -------------- | ---------------------------- | --------------------------------------------------------------- | ------------- | ----------- | --- |
| 27 de março    | Albano de Melo Ribeiro Pinto | político e empresário jornalista                                | Portugal      | n. 1844     |     |
| 22 de junho    | Clément Armand Fallières     | presidente da França de 1906 a 1913 e primeiro-ministro em 1883 | França        | n. 1841     |     |
| 7 de setembro  | Federico Tinoco Granados     | presidente da Costa Rica de 1917 a 1919                         | Costa Rica    | n. 1868     |     |
| 27 de dezembro | José Figueroa Alcorta        | presidente da Argentina de 1906 a 1910                          | Argentina     | n. 1860     |     |